# 圣乔治主教座堂 (大马士革)

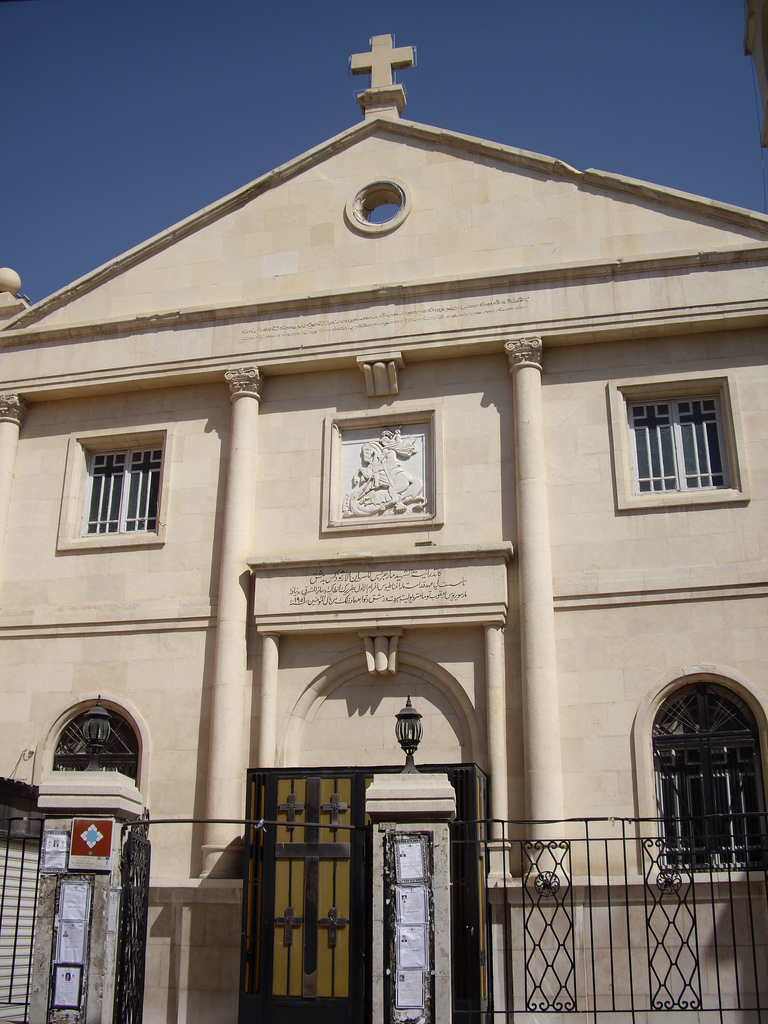
圣乔治主教座堂

圣乔治主教座堂（Cathedral of Saint George）是一个敘利亞東方正統教會的主教座堂，位于叙利亚大马士革市中心的多马之门。它是安提阿宗主教依納爵·阿弗雷姆二世·卡里姆的总部，自1959年以来一直是敘利亞東方正統教會的总部。